# 松鼠搬家
松鼠搬家，是一種團體遊戲。

## 人數
9個或以上，最好是3的倍數或3的倍數+1。
玩法
3人一組，其中兩人面對面，舉高雙手呈拱橋狀，裝成樹；另一人就蹲在拱橋下，裝成松鼠，另外有一位主持，會以說故事的形式發號施令（另一種玩法則為其中一名玩家作主持，他發號施令後亦需要重新組合）。
1. 遊戲中有三個指令，包括'松鼠搬樵夫伐木（或樵夫斬柴）及森林大火

'，主持發號施令後，玩家要按指令重新組合，那一人／一組人最慢或未能夠成組合則當輸。
松鼠搬家：扮松鼠的人需要移到另一棵樹。
樵夫伐木：扮樹的人需要與另一人組成一棵新樹 。
森林大火：所有玩家需要重新組成樹和松鼠的組合。
另外可以增加一些限制以增強遊戲性，例如規定某局數內不可和同一人組合。